# نوريكو ماتسودا (لاعبة كرة طائرة)
نوريكو ماتسودا (5 مارس 1952 في اليابان - ) (بالكانا:まつだ のりこ) هي لاعبة كرة طائرة يابانية في مركز ممرر ‏. شاركت في الألعاب الأولمبية الصيفية 1976.

## وصلات خارجية
- نوريكو ماتسودا على موقع أوليمبيديا (الإنجليزية)